# Црква Богородичиног Ваведења у Долцу
Црква Богородичиног Ваведења се налазила у Долцу, насељеном месту на територији општине Клине. Подигнута је током 14. века, убрајала се у споменике културе од изузетног значаја.

## Историјат
Према археолошким подацима, на узвишењу изнад села Долац још у 14. веку постојао је манастир. У турском попису из 1455. године помињу се три његова монаха, док о већој обнови с краја 16. и првих деценија 17. века сведоче камени остаци оградног зида, куле, улазне капије и чесме, док је спратни конак свакако млађи.

## Изглед
У средишту порте се налазила мала, једнобродна црква са полукружном апсидом. Једини архитектонски украс постојао је на њеним попречним фасадама, у виду лука ослоњеног на конзоле који је одцртавао линију свода у унутрашњости. Живопис су образовале чак три, хронолошки различите целине. Најстарије зидне слике, у зони стојећих фигура на западном и северном зиду, могле би потицати с прелаза 14. у 15. век и према стилским одликама приписане су чувеној зрзанској радионици јеромонаха Макарија. Крају 15. или почетку наредног века припадале би фреске у источном делу цркве, док је натписом у олтару трећа фаза датована у 1619/1620. годину. Имена приложника била су исписана уз фреске чију су израду платили.
Археолошка истраживања мањег обима изведена су на комплексу у периоду 1993–1995. године, а неопходни конзерваторски радови на фрескама 1991. године.

## Разарање цркве 1999. године
Јула месеца 1999. године, након доласка италијанских снага КФОР-а, албански екстремисти су цркву опљачкали а часну трпезу уништили у комаде. Црква је изнутра запаљена. Црква је минирана почетком августа 1999. и сравњена са земљом.